# Szakurai Acusi
Szakurai Acusi (櫻井 敦司; Hepburn: Sakurai Atsushi; 1966. március 7. – 2023. október 19.) japán énekes, dalszerző, 1983-tól a Buck-Tick együttes dobosa, majd 1985-től az énekese. 2004-ben Ai no vakuszei címmel jelentette meg első szólóalbumát. A Buck-Tick mellett a Schweinben is énekelt, valamint szólóprojektet hozott létre The Mortal címmel.

## Élete és pályafutása
Szakurai eredetileg a Buck-Tick együttes dobosa volt.  Amikor az együttes tagjai leérettségiztek és Tokióba költöztek, csak Szakurai maradt Gunmában. Yagami Toll SP nevű együttesének szeretett volna az énekese lenni, de Toll visszautasította. Később a Buck-Tick kirúgta az énekesét, Arakit, Szakurai került a helyére, Toll pedig a dobosuk lett.
Vezetéknevét eredetileg a 桜 (szakura) írásjeggyel írta, de édesanyja 1990-ben bekövetkezett halálakor a régebbi 櫻 írásmódra cserélte. Édesanyja emlékére írta a Long Distance Call című dalt. 1991-ben az együttes stylistját vette feleségül, akitől egy fia született, Tóno Haruka Akutagava-díjas író. Feleségétől egy év után elvált. 2004-ben nősült újra, második feleségének kiléte nem ismert.
Szakurai a Buck-Tick dalainak fő dalszövegírója. Közreműködött a Der Zibet Sisunki II és Kaikoteki Mirai – Nostalgic Future című lemezein, Issay Flowers, a PIG Wrecked, Cucsija Maszami Mori no Hito ~Forest People~ és Kurijama Csiaki Circus című lemezein.
2001-ben a Schwein projektegyüttes tagja lett, akikkel a Schweinstein és Son of Schweinstein című lemezeket adta ki. Szólókarrierje 2004-ben indult a Sacrifice című kislemezzel, melyet az Ai no vakuszei című album követett. Ugyanebben az évben a Longingus című, vámpír-tematikájú rövidfilmben játszott főszerepet. 2015-ben jelentette be szólóprojektjét, a The Mortalt.
2018-ban a Buck-Tick turnéját félbe kellett szakítani, mert a december 9-i koncerten Szakurai rosszul lett, bár a koncertet végigcsinálta, utána a kórházban emésztőszervi vérzést állapítottak meg nála.
2023. október 19-én Szakurai Acusi váratlanul elhunyt agytörzsi agyvérzés következtében. A hírt csak október 24-én közölte az együttes menedzsmentje, miután az énekest szűk családi körben eltemették.

## Diszkográfia
Kislemezek
- Sacrifice (2004), Oricon kislemezlista: #25[14]
- Taidzsi/Smell (胎児/SMELL; 2004?) #22[14]
- Vakuszei -Rebirth- (惑星-Rebirth-; 2005?) #62[14]

Albumok
- Ai no vakuszei (愛の惑星; 2004?), Oricon albumlista: #15[15]

DVD-k
- Longinus (2004, rövidfilm), Oricon DVD-lista: #16[16]
- -Explosion- Ai no vakuszei Live 2004 (-EXPLOSION -愛の惑星Live2004?, ’2004’) #47[16]

A The Mortal-lal
- Spirit (2015) #11[17]
- I am Mortal (2015) #12[17]

## Könyvei
- Jaszó (夜想; Hepburn: Yasou?, ’2004’)
- Sacrifice (2004)

## Fordítás
- Ez a szócikk részben vagy egészben  az   Atsushi Sakurai című angol Wikipédia-szócikk fordításán alapul.  Az eredeti cikk szerkesztőit annak laptörténete sorolja fel. Ez a jelzés csupán a megfogalmazás eredetét és a szerzői jogokat jelzi, nem szolgál a cikkben szereplő információk forrásmegjelöléseként.